# Houra
 (avril 2025).

camions houra

houra.fr est une entreprise française de livraison de courses à domicile, ancienne filiale du Groupe Louis Delhaize, créé en 2000, elle est, depuis 2024, indépendante. Le siège social est situé à Bussy-Saint-Georges (Seine-et-Marne) et deux autres entrepôts à Gennevillers (Hauts-de-Seine) et à Marignane (Bouches-du-Rhône) et livre 22 départements. 

## Historique
- Janvier 2000 : lancement de houra.fr[5], qui est alors le tout premier site de cybermarché à apparaître en France
- 2001 : houra affiche les dates limites de consommation sur ses produits frais
- 2004 : houra devient le 1er cybermarché français en termes de chiffre d’affaires
- 2006 : lancement des produits BIO sur le site
- 2008 : ouverture du nouveau centre de préparation de commandes sur Marignane.
- Décembre 2010 : lancement de la 1er application mobile
- Janvier 2013 : lancement du premier houradrive.fr[6]
- Juillet 2014 : lancement de 27 créneaux de livraison de courses à domicile d'une heure [7] et lancement du service livraison express
- Septembre 2014 : première campagne de publicité télé (les distributeurs n'étaient jusque-là pas autorisés à diffuser de spots à la télévision) [8],[9]. Les quatre spots mettent en avant des phobies[10]. Lancement du blog Tout va bien [11].
- 2016 : lancement du programme fidélité H!P H!P h!P et lancement de  “Mes recettes en 1 clic”
- 2017 : lancement du suivi de la livraison en temps réel et de la géolocalisation et lancement de la boutique Le Marché
- 2018 : lancement d’une offre de marques BIO spécialisées
- 2019 : ouverture du nouveau centre de préparation de commandes sur Gennevilliers
- 2021 : création de la plateforme de co création “houra & vous” et lancement de la récupération des sacs & emballages
- 2024 : lancement de la livraison 7j/7
- 2025 : houra fête ses 25 ans[12]

## Activité, rentabilité et effectif
|                                        | 2014   | 2015   | 2016   | 2017   | 2018   | 2019 |
| -------------------------------------- | ------ | ------ | ------ | ------ | ------ | ---- |
| Chiffre d'affaires en millions d'euros | 78     | 79     | 85     | 92     | 93     |      |
| Résultat en millions d'euros           | + 2,15 | + 3,29 | + 4,37 | + 5,15 | + 4,26 |      |
| Effectif moyen annuel                  | 216    | 249    | 277    | 293    | 275    |      |